# Organ Pipes National Park
Organ Pipes National Park är en nationalpark i Australien.   Den ligger i delstaten Victoria, i den sydöstra delen av landet, 500 km sydväst om huvudstaden Canberra. Organ Pipes National Park ligger 136 meter över havet. Arean är 1,2 kvadratkilometer.
Runt Organ Pipes National Park är det i huvudsak tätbebyggt.